# Admire, Kansas
Admire là một thành phố thuộc quận Lyon, tiểu bang Kansas, Hoa Kỳ. Năm 2010, dân số của xã này là 156 người.

## Dân số
Dân số các năm:
- Năm 2000: 177 người
- Năm 2010: 156 người